# Cheval-jupon

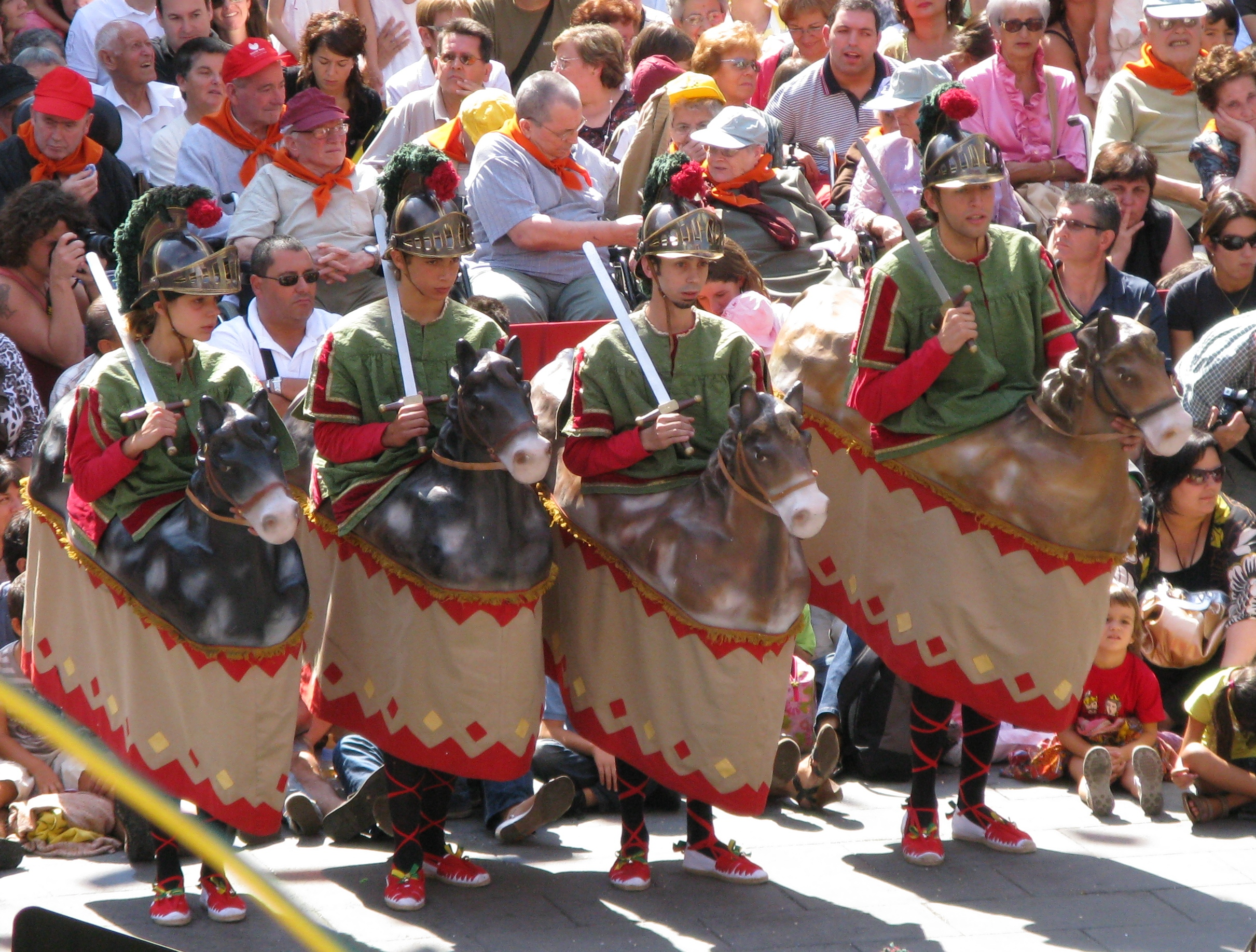
Des chevaux-jupons (cavallets) à Olot en Catalogne (2008).

Le cheval-jupon est un élément traditionnel des processions et cortèges dans le folklore de nombreux pays.
En tant qu'accessoire de déguisement, le cheval-jupon traditionnel est une carcasse creuse, figurant la partie supérieure du corps d'un petit cheval, percée à l'emplacement de la selle d'une ouverture dans laquelle vient s'emboîter un cavalier, dont les jambes sont masquées par une bande d'étoffe formant le caparaçon. Très souvent harnaché, le cheval porte parfois deux jambes postiches qui paraissent être celles du cavalier. En tant que type de déguisement, le cheval jupon est l'être hybride que devient l'homme dès qu'il s'est emboîté dans l'accessoire décrit ci-dessus. 
Le Moyen Âge connaissait déjà le cheval-jupon puisqu'on le retrouve dans le midi de la France en compagnie de la Tarasque. À Douai, on en trouve des traces dès le XVIIe siècle sous la dénomination "Sot dé Canonié" et il est évoqué comme "Petit Cavallié" en 1700. On pensait jadis qu'il s'agissait d'une parodie des tournois. Les avis actuels sont partagés ; certains y voient la volonté de domestication du cheval par l'homme, d'autres y voient une allusion à un vieux mythe où un homme revêtu d'une peau de cheval, coiffé d'une tête, symboliserait une union rituelle. Et il vient bien souvent à l'esprit l'image du Centaure...

## Belgique

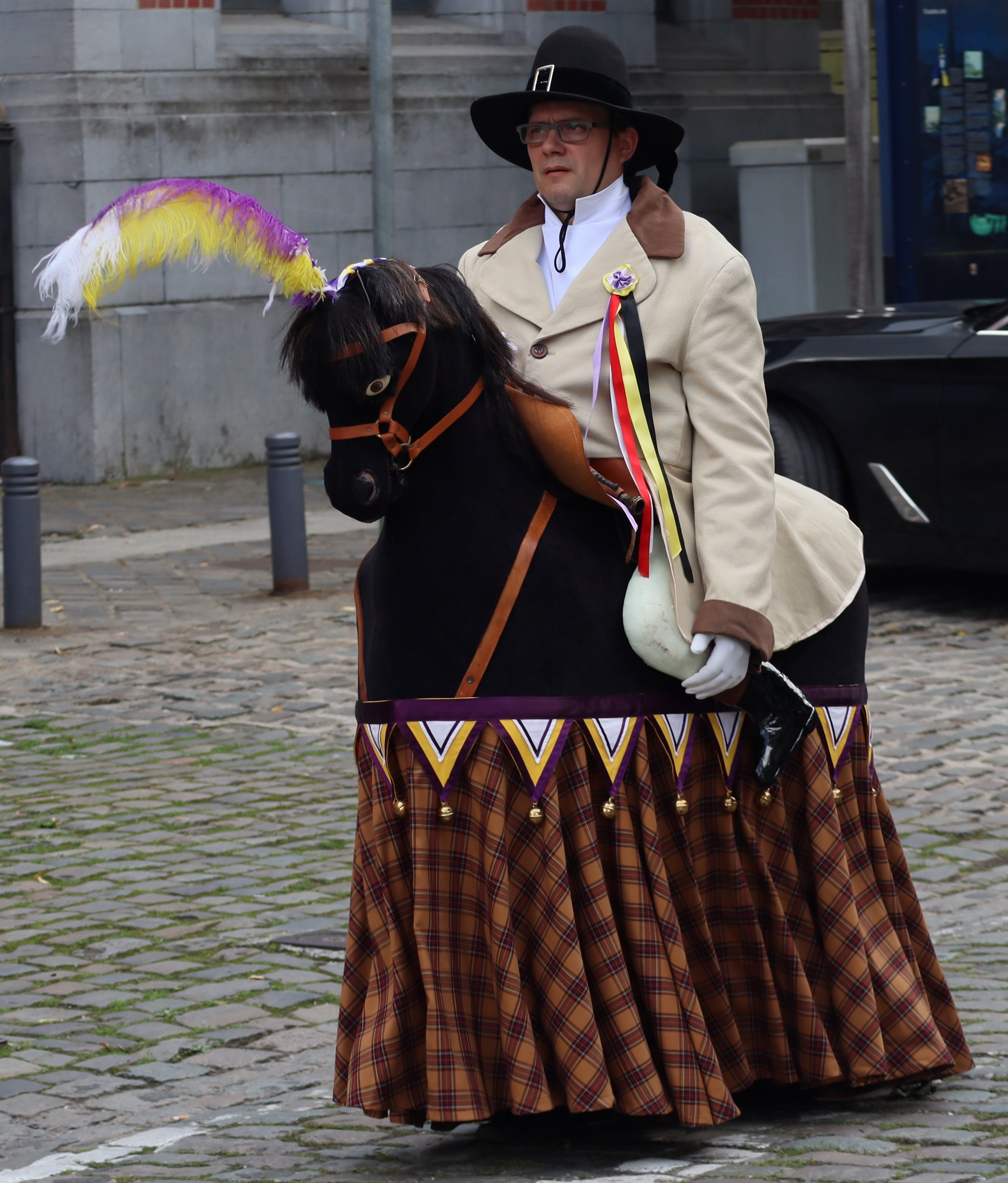
Cheval Diricq (Ath) lors de la Ducasse, 2023

- Ath : les "chevaux Diricq" : ils font partie de la garde du géant Goliath, un premier est présent dès 1670 et un second à partir de 1715. Ils disparaissent en 1850 et réintègrent le cortège en 1981[1].,

- Mons[2],[3]: les "Chins-chins" : l'homme se trouve dans une carcasse recouverte de peau de vache qui lui arrive par la taille. Cette carcasse représente grossièrement un gros chien. Les douze "Chins-Chins" sont les adjuvants de "Saint-Georges". Leur vareuse est faite de tissu écossais (Tartan) de dominante rouge et leur chemise est verte. La carcasse est de plusieurs couleurs (noir, brun, blanc). Leurs rubans sont jaunes. À peine rentré dans le "Rond", le Dragon s'en prend aux Chins-Chins lors d'une phase appelée : "Renversement de Chins-Chins". Ces derniers se vengeront en attaquant Diables et Dragon qui malgré une vive résistance perdront le Combat. En jaune et noir, Cybèle rend la vie aux chevaux jupon. Il y a une différence de nature entre ces "Chins-Chins" et un autre très particulier, le "Chin-Chin Protecteur", qui est l'ange gardien de saint Georges, une espèce de chef d'état-major. Le rôle des douze "Chins-Chins" est de lutter contre les "Diables" et les traîner, attaquer le "Dragon" à la gueule lorsque ce dernier est retenu pas la foule. Ils sont également habilités à reprendre les massues aux "Hommes de Feuilles" et doivent participer aux renversements de "Chins-Chins" comme aux phases classique du Combat.
- Namur : les "chevaux Godins" : apparus pour la première fois à Namur en 1571, les Chevaux Godins appartiennent au domaine des géants processionnels et des monstres d'osier. Appelé en français « cheval jupon », ce mannequin à tête de cheval accompagnera les Aurdjouants (Géants traditionnels de Namur) et le Cheval Bayard dans la procession annuelle de la dédicace[4]., Largement répandus en Wallonie[5], les chevaux godins avaient souvent pour rôle de maintenir l'ordre dans les processions et les cortèges. C'est sans doute dans ce but que le cavalier du cheval jupon namurois tenait en main un bâton de cuir bourré de poils avec lequel il écartait les curieux. Mais en même temps, la tâche des Chevaux Godins étaient de divertir le public en caracolant et en manœuvrant brusquement dans le cortège ; il leur arrivait même de pourchasser les spectateurs en provoquant les rires.

## France

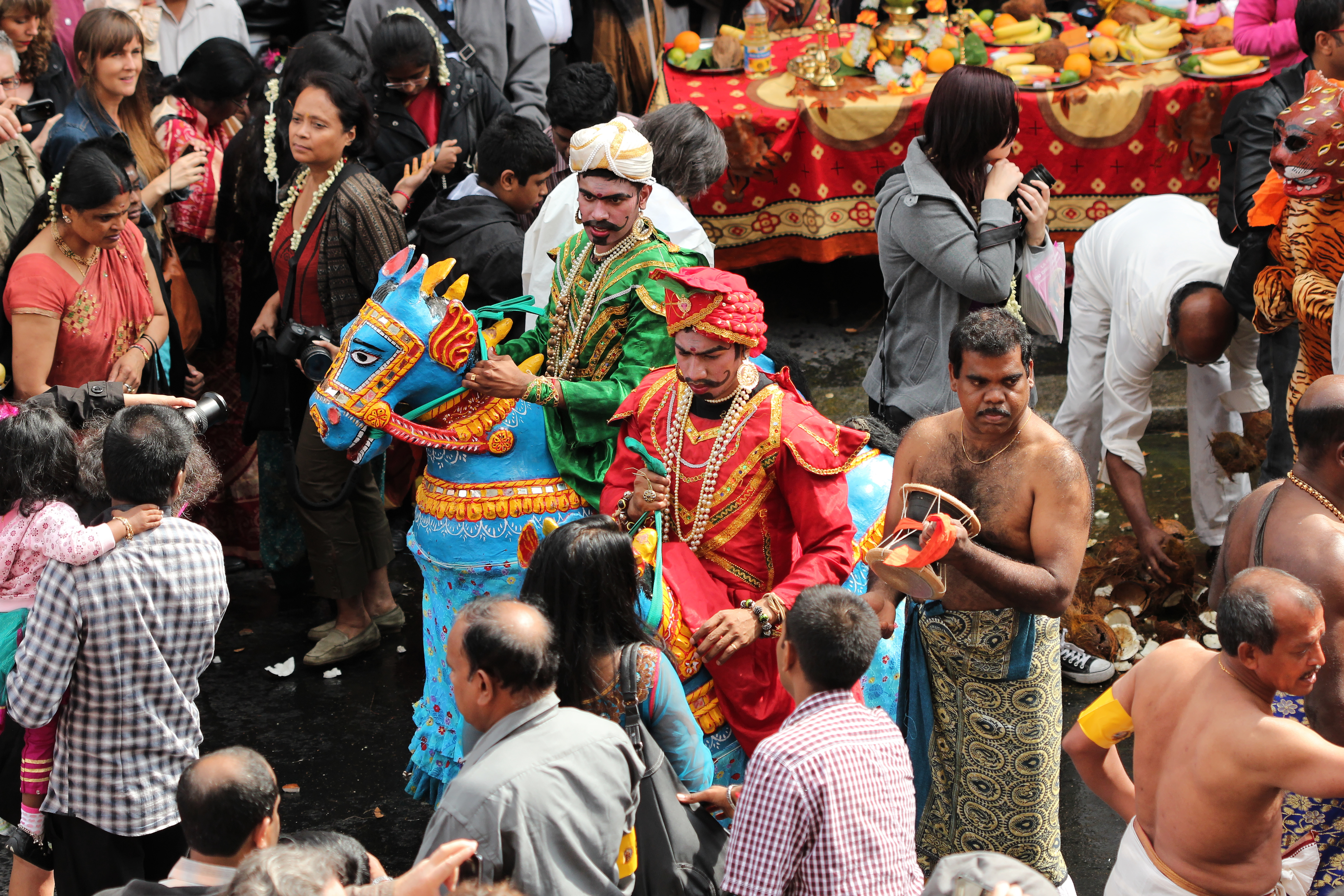
Deux chevaux-jupons à la fête de Ganesh à Paris (2012).

Le premier cheval-jupon de Douai représenté est également appelé : "Sot des canonniers" ou "Sot des cloches". Le cheval-jupon est appelé également appelé dans cette même ville: "Petit cavalier", "Chevalet", "Petit cheval".
Mais n'oublions pas la plus connue de ses dénominations : le "baudet décaroché".
En Poitou, Vendée et Pays de Retz, il est connu sous le nom de cheval malet ou cheval mallet.
En Sarthe, il est connu sous le nom de Bidoche (danse de la Bidoche)
À Cassel, il accompagne le "coq-jupon" ; à Bourbourg, il entoure les 3 géants. On le connaît aussi à Cambrai sous le patronyme de "sot seuri".
A Aix-en-Provence, la danse des Chivau-frus (chevaux fringants) est une attraction importante des festivités de la Fête-Dieu. Ce déguisement existait également à Draguignan, Brignoles, Saint-Tropez et Fréjus.
Zamalzain est un personnage traditionnel des mascarades souletines, dans le Pays basque français.

## Sources et références
1. ↑  René Meurant, « Diables, homme sauvages et chevaux-jupon à la ducace d'Ath », Annales du XLIe congrès de la Fédération archéologique et historique de Belgique, Malines, t. 2,‎ 3-6 septembre 1970, p. 452-458.
2. ↑  GERHARDS D., Entretiens particuliers
3. ↑  RAEPERS, WATTIER, GERHARDS, DEMEULDRE, DUBAR, Notes du Lumeçon 2003
4. ↑  René Meurant, « Le Cheval Bayard dans les Processions et les Cortèges », dans In Memoriam Antonio Jorge Dias, Lisboa, 1974.
5. ↑   René Meurant « Chevaux-Jupons de Wallonie », dans Annuaire XI (57-58) de la Commission royale belge de Folklore (section wallonne), Bruxelles, 1959, p. 97-130.
6. ↑  « Carnaval en Sarthe. », sur fonds-sonores-archives.sarthe.com.
7. ↑  ministère de la Culture - Notice sur le coq-jupon de Cassel
8. ↑  « Portail des arts de la Marionnettes. », sur artsdelamarionnette.eu.